# 蒙杜布洛
蒙杜布洛（法語：Mondoubleau，法語發音：[mɔ̃dublo]）是法国卢瓦-谢尔省的一个市镇，位于该省西北部，属于旺多姆区。

## 地理
蒙杜布洛（47°58'52"N, 0°53'57"E）面积4.84 平方千米，位于法国中央-卢瓦尔河谷大区卢瓦-谢尔省，该省份为法国中北部省份，北起厄尔-卢瓦省，东北接卢瓦雷省，东南接谢尔省，南至安德尔省，西南接安德尔-卢瓦尔省，西北接萨尔特省。
与蒙杜布洛接壤的市镇（或旧市镇、城区）包括：巴尤、舒村、科尔默农。
蒙杜布洛的时区为UTC+01:00、UTC+02:00（夏令时）。

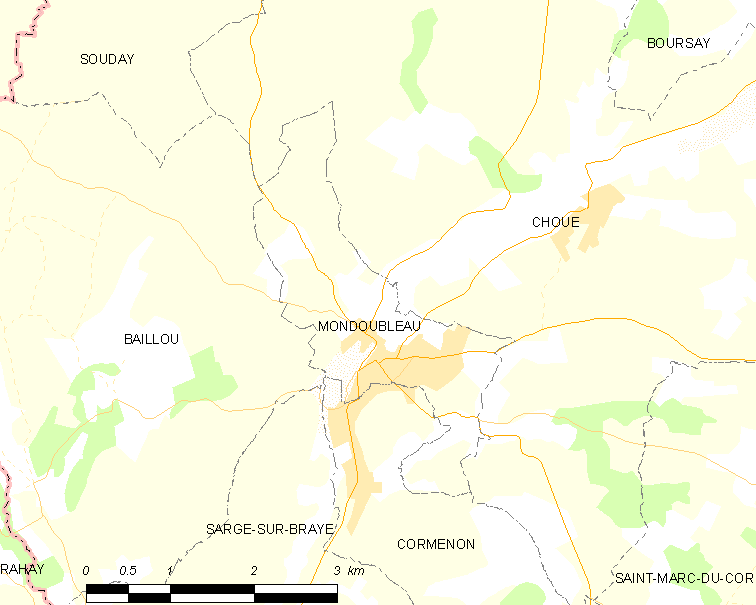
蒙杜布洛的OSM定位图

## 行政
蒙杜布洛的邮政编码为41170，INSEE市镇编码为41143。

## 政治
蒙杜布洛所属的省级选区为佩尔什县。

## 交通
中央-卢瓦尔河谷大区公共交通的5号线起点之一为蒙杜布洛：
| 上一站 | Rémi | Rémi    | Rémi | 下一站           |
| ------ | ---- | ------- | ---- | ---------------- |
| 起訖站 |      | Ligne 5 |      | 科尔默农往旺多姆 |

## 人口

1962-2008年间蒙杜布洛人口变化图示

蒙杜布洛于2022年1月1日时的人口数量为1306人。